# Rocket Attack U.S.A.
Rocket Attack U.S.A. is een Amerikaanse film uit 1961. De film werd geregisseerd door Barry Mahon.

## Verhaal
Nadat de Sovjet-Unie succesvol de Spoetnik heeft gelanceerd, wordt een Amerikaanse spion naar Moskou gestuurd om te onderzoeken hoever de Sovjets reeds zijn met hun ruimteprogramma. Hij ontdekt dat de Spoetnik vanuit de ruimte data aan het verzamelen is over de Verenigde Staten. Met deze data willen de Sovjets een nucleaire raket maken en op Amerika afvuren.

## Rolverdeling
| Acteur            | Personage    |
| ----------------- | ------------ |
| John MacKay       | John Manston |
| Monica Davis      | Tannah       |
| Daniel Kern       |              |
| Edward Czerniuk   |              |
| Philip St. George |              |

## Achtergrond
De film staat ook bekend onder de titel “Five Minutes to Zero”.
De film was bedoeld als een anti-communisme propagandafilm. Hij werd uitgebracht kort na de lancering van de Spoetnik. Met de film hoopte de overheid steun te krijgen voor de wapenwedloop, en dan met name een antiraketprogramma.
De film werd bespot in de televisieserie Mystery Science Theater 3000.